# Rak sromu
Rak sromu – nowotwór złośliwy sromu, pierwotny lub przerzutowy. Jest rzadką chorobą nowotworową stanowiącą 3–5% nowotworów ginekologicznych. Występuje najczęściej u kobiet w starszym wieku. Pierwotnego raka sromu poprzedza wystąpienie nieinwazyjnego stanu przedrakowego określanego jako neoplazja wewnątrznabłonkowa sromu (VIN, od ang. vulvar intraepithelial neoplasia).

## Epidemiologia
Rak sromu jest rzadkim nowotworem, odpowiadającym za około 3–5% nowotworów ginekologicznych. Zazwyczaj dotyczy kobiet w wieku pomenopauzalnym, najczęściej po 60. roku życia, szczyt zachorowań przypada na 65.–70. rok życia.

## Patogeneza
W patogenezie raka sromu bierze się pod uwagę udział przewlekłej infekcji bakteryjnej bądź wirusowej. Głównym czynnikiem jest prawdopodobnie wirus brodawczaka ludzkiego (HPV, serotypy 6, 11, 16, 18).
Rakowi sromu często towarzyszą dystrofie sromu, które nie są jednak uważane za zmiany przedrakowe, o ile nie stwierdza się w ich obrębie zmian dysplastycznych (VIN). Należą do nich dystrofia przerostowa (squamous hyperplasia) i dystrofia zanikowa (liszaj twardzinowy sromu).

## Patomorfologia
Histologicznie rak sromu dzieli się na typy: płaskonabłonkowy rogowaciejący (65–90% przypadków), brodawczakowaty, jasnokomórkowy, gruczołowy i rak Pageta.

## Objawy i przebieg
Choroba może przebiegać długo bezobjawowo lub objawiać się nieswoiście: świądem sromu, bólem w okolicy łechtaczki, zaburzeniami mikcji, cuchnącą wydzieliną z pochwy. Rak nacieka przez ciągłość struktury miednicy mniejszej i krocza, daje przerzuty drogą chłonną do regionalnych węzłów chłonnych.

## Rozpoznanie i diagnostyka różnicowa
W diagnostyce różnicowej należy uwzględnić inne zmiany nowotworowe, takie jak czerniak. Wśród chorób nienowotworowych sromu należy uwzględnić liszaja twardzinowego i hiperplazję komórek nabłonkowych. Zmiany mogą być wywołane przez choroby zakaźne takie jak opryszczka genitalna, zakażenie wirusem brodawczaka ludzkiego (kłykciny kończyste), kiła (kłykciny płaskie), wrzód weneryczny, ziarniniak pachwinowy i ziarnica weneryczna pachwin.
Niespecyficznym markerem raka sromu może być podjednostka β hCG, ale nie określono jej roli w przypadkach tego nowotworu. Wykazano, że w inwazyjnych rakach sromu podwyższony jest poziom SCC-Ag.

### Stopnie klinicznego zaawansowania
| Stopień | TNM                                       | Opis |
| ------- | ----------------------------------------- | --- |
| 0       | TIS                                       | Rak śródnabłonkowy (VIN III) |
| I       | T1N0M0                                    | Guz ograniczony do sromu i (lub) krocza, o średnicy < 2 cm, bez przerzutów do węzłów chłonnych                                                                                      |
| II      | T2N0M0                                    | Guz ograniczony do sromu i (lub) krocza, o średnicy > 2 cm, bez przerzutów do węzłów chłonnych                                                                                      |
| III     | T3N0M0 T3N1M0 T3N1M1 T1N1M0 T1N1M2 T2N1M0 | Guz naciekający dolną część cewki moczowej i (lub) pochwy lub odbytnicy i (lub) jednostronne przerzuty w regionalnych węzłach chłonnych                                             |
| IVa     | T1N2M0 T2N2M0 T3N2M0 T4NXM0               | Guz naciekający górną część cewki moczowej, błonę śluzową pęcherza moczowego, błonę śluzową odbytnicy, kości miednicy i (lub) obustronne przerzuty w regionalnych węzłach chłonnych |
| IVB     | TXNXM1                                    | Każdy odległy przerzut, w tym przerzuty w obrębie miednicy |

## Leczenie
Leczenie zależy od stopnia zaawansowania choroby. Stosowane metody to proste lub miejscowe wycięcie (stopień 0), usunięcie sromu z regionalnymi węzłami (I), radykalne usunięcie sromu z obustronnym usunięciem węzłów pachwinowych (II), z głębokimi węzłami chłonnymi, resekcją części cewki moczowej i odbytnicy (III), z napromienianiem radykalnym lub paliatywnym (IV).
Zastosowanie ma chemioterapia neoadiuwantowa, mająca na celu ograniczenie masy guza (możliwość operacyjnego usunięcia).

## Rokowanie
Rokowanie zależy od stopnia zaawansowania procesu chorobowego w momencie rozpoznania. W stopniu I i II skorygowane pięcioletnie przeżycie wynosi ponad 90% (dla I stopnia 98%), dla stopni I–IV 75%.
Markerami prognostycznymi raka sromu mogą być ekspresja kaspazy-3 (brak ekspresji koreluje ze złym rokowaniem) i ekspresja cyklooksygenazy-2 (nadekspresja koreluje z gorszym rokowaniem).

## Klasyfikacja ICD10
| kod ICD10     | nazwa choroby                       |
| ------------- | ----------------------------------- |
| ICD-10: C51   | Nowotwór złośliwy sromu             |
| ICD-10: C51.0 | Wargi sromowe większe               |
| ICD-10: C51.1 | Wargi sromowe mniejsze              |
| ICD-10: C51.2 | Łechtaczka                          |
| ICD-10: C51.8 | Zmiana przekraczająca granicę sromu |
| ICD-10: C51.9 | Srom, nieokreślone                  |